# Les Quatre Fantastiques (série télévisée d'animation, 1967)
Pour les articles homonymes, voir Les Quatre Fantastiques (homonymie).
Les Quatre Fantastiques (The Fantastic Four) est une série télévisée d'animation américaine en vingt épisodes de 22 minutes produite par les studios Hanna-Barbera et diffusée entre le 9 septembre 1967 et le 21 septembre 1968 sur le réseau ABC. Elle s'inspire des personnages créés en 1961 par Stan Lee et Jack Kirby pour Marvel Comics.
En France, la série a été diffusée à partir du 30 octobre 1980 sur TF1 dans l'émission Croque-Vacances sous la forme d'épisodes de 10 minutes. Elle a été rediffusée en 1981 sur RTL Télévision et en 2005 sur Boomerang. Et au Québec à partir du 28 février 1981 à la Télévision de Radio-Canada.

## Synopsis
Au cours d’une mission spatiale, Richard Reed et sa femme Susanne, Johnny Storm et Ben Grimm sont irradiés par des rayons de nature inconnue. Ils développent bientôt des super-pouvoirs : Richard peut allonger ses membres, Suzanne peut se rendre invisible, Johnny peut se muer en torche humaine volante et Ben Grimm prend définitivement l'aspect d'une créature de pierre dotée d'une force herculéenne. Tous les quatre décident de mettre leur pouvoirs au service de la justice et de la protection du genre humain, menacé par des créatures de tout genre ...

## Fiche technique
- Titre original : The Fantastic Four
- Titre français : Les Quatre Fantastiques
- Réalisation : Joseph Barbera, William Hanna, Charles A. Nichols
- Scénario : Jack Kirby, Stan Lee, Phil Hahn, Jack Hanrahan
- Animation : Alex Toth (conception des personnages)
- Musique : Ted Nichols
- Production : Joseph Barbera, William Hanna, Alex Lovy
- Société de production : Hanna-Barbera
- Pays d'origine : États-Unis
- Langue : anglais
- Nombre d'épisodes : 20 (1 saison)
- Durée : 22 minutes

## Distribution

### Voix originales
- Gerald Mohr : Mister Fantastic / Reed Richards (Richard Reed en VF)
- Jo Ann Pflug : Susan Richards (Suzanne Reed en VF)
- Jack Flounders : Johnny Storm
- Paul Frees : Ben Grimm
- Henry Corden : Molecule Man (L'Homme-molécule en VF)
- Mike Road : Rama-Tut
- Vic Perrin : Red Ghost (Le Fantôme rouge en VF)
- Tol Avery : Warlord Morrat (Morrat le Skrull en VF)
- Hal Smith : Klaw

### Voix françaises
- Roger Carel : Richard Reed dit « l'Homme-élastique » / le docteur Doom / Klaw, l'Homme-taupe (1re voix)
- Catherine Lafond : Suzanne dite « la Femme invisible »
- Gérard Hernandez : Johnny Storm dit « la Torche humaine » / Klaw, l'Homme-taupe (2e voix)
- Pierre Garin : Ben Grimm dit « la Chose »
- Claude Dasset : L'Homme-molécule
- Jean-Claude Michel : Rama-Tut
- Jacques Torrens : Le Fantôme rouge / Robot de la planète X
- Francis Lax : Morrat le Skrull

## Épisodes
1. Klaw (Klaws)
2. La Menace des hommes-taupes (Menace of the Mole Man)
3. Diablo (Diablo)
4. Le Fantôme rouge (The Red Ghost)
5. L’Invasion des Super-Skrulls (Invasion of the Super Skrulls)
6. Les Trois Prédictions du docteur Doom (Three Predictions of Doctor Doom)
7. Le Jour où tout commença (The Way It All Began)
8. Une étoile (Behold a Distant Star)
9. Prisonniers de la planète X (Prisoners of Planet X)
10. L'Homme-molécule (The Mysterious Molecule Man)
11. Danger sous la mer ou Le Docteur Gamma (Danger in the Depths)
12. Le Démon des profondeurs (Demon of the Deep)
13. Le Retour de l'Homme-taupe (Return of the Mole Man)
14. Ça a commencé à Yancy Street (It Started on Yancy Street)
15. Galactus (Galactus)
16. Le Micro-monde du docteur Doom (The Micro World of Dr Doom)
17. Blastaar, la bombe humaine (Blast Starr, the Living Bomb Burst)
18. Le Terrible Tribunal (The Terrible Tribunal)
19. Rama-Tut (Rama-Tut)
20. Le Cinéma (The Deadly Director)

## Autour de la série
- Comme pour la plupart des séries des années 1970-1980, il existe deux génériques : le premier composé spécialement pour la diffusion française et interprété par Noam Kaniel (le chanteur du second générique de Goldorak), le second reprenant la version instrumentale du générique original américain.
- Trois nouvelles séries télévisées d'animation sur les Quatre Fantastiques ont été produites en 1978, 1994 et 2006.
- Dans les comics américains, Mister Fantastic a pour identité Reed Richards (ou Red Richards en français) mais dans le dessin animé, pour une raison inconnue le nom et le prénom ont été inversés pour donner Richard Reed.

## Produits dérivés (France)

### Disques 45 tours
- Noam,  Les Quatre Fantastiques : la chanson originale de l’émission télévisée de TF1, Adès 11.046, 1980[2] (il existe deux pochettes différentes du générique de Noam).
- Les Quatre Fantastiques contre Diablo, livre-disque raconté par Roger Carel, 45 tours, Adès PM-9014, 1981[3].